# Donne (cràter)
Donne és un cràter d'impacte en el planeta Mercuri de 86 km de diàmetre. Porta el nom del poeta anglès John Donne (1572-1631), i el seu nom va ser aprovat per la Unió Astronòmica Internacional el 1976.